# Nam Giao, Đại Đồng
Nam Giao (chữ Hán giản thể:南郊区, âm Hán Việt: Nam Giao khu) là một quận thuộc thành phố Đại Đồng, tỉnh Sơn Tây, Cộng hòa Nhân dân Trung Hoa. Quận Nam Giao có diện tích 966 km², dân số năm 2002 là 270.000 người.
Từ ngày 09/2/2018 quận Nam Giao hợp nhất cùng các quận Thành và Khoáng để lập ra 2 quận mới là Bình Thành và Vân Cương. Trấn Cổ Điếm chuyển sang quận Tân Vinh.

## Phân chia hành chính
Quận Nam Giao được chia thành các đơn vị hành chính gồm 3 trấn, 12 hương.
- Trấn: Vân Cương, Cao Sơn, Cổ Điếm.
- Hương: Bắc Thôn, Tây Phương, Tây Hàn Lĩnh, Mã Quân Doanh, Bình Vượng, Triệu Gia Tiểu Thôn, Thành Quan, Khẩu Tuyền, Phong Tử Gian, Nha Nhi Nhai, Thủy Bạc Tự, Tiểu Nam Đầu.

## Chuyển sang quận Vân Cương
- Trấn: Vân Cương, Cao Sơn.
- Hương: Tây Hàn Lĩnh, Bình Vượng, Khẩu Tuyền, Nha Nhi Nhai.

## Chuyển sang quận Bình Thành
- Hương: Bắc Thôn, Tây Phương, Mã Quân Doanh, Triệu Gia Tiểu Thôn, Thành Quan, Phong Tử Gian, Thủy Bạc Tự, Tiểu Nam Đầu.

## Chuyển sang quận Tân Vinh
- Trấn: Cổ Điếm.